# Opsilia tenuilinea
Opsilia tenuilinea là một loài bọ cánh cứng trong họ Cerambycidae.